# Sigge Magnusson
Sigge Magnusson, var en svensk riddare och riksråd.

## Biografi
Sigge Magnusson var son till Magnus Kristinason och Margareta Filipsdotter. Han nämns 1327 och dubbades mellan 11 mars 1336 och 9 januari 1337 till riddare, troligen vid Magnus Erikssons kröning 21 juli 1336. Sigge Magnusson  nämns 1351 som riksråd och avled före 25 januari 1362. Han begravdes i Skänninge kloster.

### Egendom
Sigge Magnusson ägde Lagmansö i Vadsbro socken.

### Familj
Sigge Magnusson var 1338 gift med Elena Gisladotter, dotter till Gisle Elinesson (Sparre av Aspnäs) och hans första hustru Margareta Bengtsdotter (Bengt Bossons ätt). De fick tillsammans ett barn.
Sigge Magnusson var 1 maj 1352 gift med Ramborg Karlsdotter dotter av riddaren Karl Bengtsson (Oxhuvud, Karl Bengtssons ätt). De fick tillsammans Margareta Siggadotter (död före 1379) som var gift med riddare Birger Ulfsson, Ingrid Siggadotter (död 1413) som var gift riddaren Peter Porse Get och Jöns Abjörnsson (sparre över blad) och en dotter som var gift med Håkan Halstensson (Halsten Peterssons ätt). Efter Sigge Magnussons död gifte Ramborg Karsldotter om sig med Håkan Algotsson (Algotssönernas ätt).